# Šagonar
Šagonar (anche traslitterata come Shagonar; in russo Шагонар?; in tuvano Шагаан-Арыг?, Šagaan-Aryg) è una città della Russia siberiana centro-meridionale

## Geografia
Šagonar è situata sulla riva destra del fiume Enisej, 124 km a ovest della capitale regionale Kyzyl; è il centro amministrativo del distretto di Ulug-Chem.

## Storia
La cittadina è conosciuta dall'anno 1888, mentre ha ottenuto lo status di città nel 1945. Nel corso degli anni settanta, in seguito alla costruzione della diga e della centrale idroelettrica Sajano-Šušenskaja e della realizzazione del bacino Sajano-Šušenskoe, la città venne inondata, venendo ricostruita completamente a sette chilometri di distanza.

## Trasporti
La cittadina è dotata di un aeroporto.

## Società

### Evoluzione demografica
Fonte: mojgorod.ru
- 1959: 4.200
- 1970: 4.500
- 1979: 5.400
- 1989: 10.100
- 2002: 11.008
- 2007: 11.300